# تشاه علي بلنغي
تشاه علي بلنغي (بالفارسية: چاه علی پلنگی) هي قرية تقع في قسم دلغان الريفي (مقاطعة دلغان) في إيران. يقدر عدد سكانها بـ 97 نسمة بحسب إحصاء 2016.